# Asia League Ice Hockey
L'Asia League Ice Hockey (ALIH) è il massimo campionato di hockey su ghiaccio, in Giappone, Corea del Sud e Cina. È nata nel 2003 dall'allargamento del campionato giapponese a squadre di altri paesi. Nella stagione 2004 fu presente anche una squadra russa, i Golden Amur di Chabarovsk, ritiratasi per problemi finanziari: bisognerà attendere il 2014 per il ritorno di una compagine russa, i Sakhalin Sea Lions.

## Partecipazioni e piazzamenti
| Club                    | 2004 | 2005 | 2006 | 2007 | 2008 | 2009 | 2010 | 2011 | 2012 | 2013 | 2014 | 2015 | 2016 | 2017 | 2018 | 2019 | 2020 | 2023 |
| ----------------------- | ---- | ---- | ---- | ---- | ---- | ---- | ---- | ---- | ---- | ---- | ---- | ---- | ---- | ---- | ---- | ---- | ---- | ---- |
| Anyang Halla            | 3    | 5    | 2    | 5    | 5    | 1    | 1    | 4[d] | 2    | 4    | 6    | 1    | 1    | 1    | 2    | 3    | 2[f] | x[g] |
| Nippon Paper Cranes     | 1    | 1    | 1    | 1    | 4    | 4    | 3    | 2    | 4    | 3    | 3    | 6    | 3    | 5    | 7    | 4    |      |      |
| Tohoku Free Blades      |      |      |      |      |      |      | 5    | 3[d] | 6    | 2    | 5    | 3    | 5    | 4    | 3    | 8    | 7    | x[g] |
| Seibu Prince Rabbits[a] | 2    | 2    | 3    | 2    | 1    | 2    |      |      |      |      |      |      |      |      |      |      |      |      |
| Oji Eagles              | 4    | 4    | 4    | 3    | 3    | 3    | 2    | 1    | 1    | 1    | 1    | 4    | 4    | 3    | 5    | 5    | 3    | x[g] |
| PSK Sakhalin            |      |      |      |      |      |      |      |      |      |      |      | 2    | 2    | 2    | 1    | 2    | 1[f] | x[g] |
| Nikko IceBucks          | 5    | 6    | 6    | 6    | 6    | 7    | 6    | 6    | 3    | 5    | 7    | 8    | 6    | 6    | 4    | 7    | 6    | x[g] |
| High1[b]                |      |      | 7    | 4    | 2    | 5    | 4    | 5    | 5    | 6    | 4    | 5    | 7    | 7    | 8    | 6    |      |      |
| Daemyung Killer Whales  |      |      |      |      |      |      |      |      |      |      |      |      |      | 8    | 6    | 1    | 4    | x[g] |
| Daemyung Sangmu         |      |      |      |      |      |      |      |      |      |      | 2    | 7    | 8    |      |      |      |      |      |
| Golden Amur             |      | 3    |      |      |      |      |      |      |      |      |      |      |      |      |      |      |      |      |
| Nordic Vikings          |      |      | 5    |      |      |      |      |      |      |      |      |      |      |      |      |      |      |      |
| East Hokkaido Cranes    |      |      |      |      |      |      |      |      |      |      |      |      |      |      |      |      | 5    | x[g] |
| China Dragon[c]         |      |      |      |      | 7    | 6    | 7    | 7    | 7    | 7    | 8    | 9    | 9    | 9    |      |      |      |      |
| Hosa[c]                 |      | 7    | 8    | 7    |      |      |      |      |      |      |      |      |      |      |      |      |      |      |
| Changchun Fuao[c]       |      | 8    | 9    | 8    |      |      |      |      |      |      |      |      |      |      |      |      |      |      |
| Yokohama Grits          |      |      |      |      |      |      |      |      |      |      |      |      |      |      |      |      |      | x[g] |

| Colore                                                            | Risultato                         |
| ----------------------------------------------------------------- | --------------------------------- |
| Rosso                                                             | Campioni dell'Asia League         |
| Giallo                                                            | Sconfitti in finale               |
| Verde                                                             | Sconfitti in semifinale           |
| Azzurro                                                           | Sconfitti al turno preliminare[e] |
| Blu                                                               | Stagione senza play-off           |
| Grigio chiaro                                                     | Non qualificata ai play-off       |
| Grigio                                                            | Non partecipante                  |
| Il numero indica la posizione al termine della stagione regolare; |                                   |

[a] I Seibu Prince Rabbits hanno giocato col nome Kokudo Ice Hockey Club nelle stagioni tra il 2003 ed il 2006.

[b] L'High1 ha giocato col nome di Kangwon Land tra il 2005 ed il 2007.

[c] L'Harbin ha giocato col nome di Hosa, ed il Qiqihar ha giocato col nome di Changchun Fuao, nella stagione 2006-2007. Le due squadre si sono poi fuse per creare i China Sharks nel 2007, che hanno infine preso il nome di China Dragon nel 2009.

[d] La finale della stagione 2010–2011 venne cancellata a causa del terremoto del 2011; Tohoku Free Blades ed Anyang Halla sono state proclamate entrambe campioni.

[e] Il turno preliminare ha visto coinvolte un numero diverso di squadre nel corso degli anni: tra il 2006 ed il 2008 e tra il 2016 ed il 2017 partecipavano al turno preliminare le squadre classificate dal terzo al sesto posto della stagione regolare, con le prime due qualificate direttamente alle semifinali; nel 2009, nel 2015, nel 2018 e nel 2019 il turno preliminare ha visto partecipare le squadre classificate al quarto e quinto posto; nelle altre stagioni non si è disputato un turno preliminare.

[f] La finale della stagione 2019-2020 venne cancellata a causa della pandemia di COVID-19 del 2019-2021; Anyang Halla e PSK Sakhalin sono state proclmate entrambe campioni.

[g] Le stagioni 2020-2021 e 2021-2022 vennero cancellate poco prima dell'inizio, a causa delle restrizioni ai viaggi imposte da Russia, Corea del Sud e Giappone per la pandemia di COVID-19 del 2019-2021. Le cinque squadre giapponesi hanno disputato la Asia League Ice Hockey Japan Cup.

## Squadre
La lega ha voluto più volte espandere le squadre partecipanti a 12, ma a causa di problemi finanziari da parte di alcuni club l'idea non è stata realizzata. Nella stagione 2016–17, l'Asia League Ice Hockey conta nove squadre; 4 dal Giappone, tre dalla Corea del Sud, una dalla Russia e una dalla Cina.

## Premi
Oltre che alla coppa, a fine stagione, vengono premiati i giocatori migliori in diversi ambiti:
- Giocatore più importante
- Giocatore giovane più importante (Young Guy of the Year)
- Miglior portiere
- Miglior difensore
- Difensore più offensivo
- Miglior attaccante
- Attaccante più difensivo
- Attaccante che ha giocato più di squadra
- Miglior percentuale di salvataggi per un portiere